# Darfur do Sul
Darfur do Sul (Janub Darfor em árabe) é um estado do Sudão. Tem uma área de 127.300 km² e uma população de aproximadamente 3.514.000 habitantes (estimativa de 2007). A cidade de Niala é a capital do estado. É um dos três estados que compõe a região do Darfur no oeste do Sudão.

## Distritos
O estado do Darfur Sul está dividido em nove distritos:
|  | 1. Kas 2. Edd al Fursan 3. Nyala 4. Shearia 5. Al Deain 6. Adayala 7. Buram 8. Tulus 9. Rehed al Birdi |